# Festival de la relève indépendante musicale en Abitibi-Témiscamingue
Le Festival de la relève indépendante musicale en Abitibi-Témiscamingue (FRIMAT) est une rencontre musicale annuelle qui se concentre sur la musique indépendante soit, la musique créative. L’événement a lieux à Val-D’or et se déroule à la fin du mois de juillet.

## Historique
Fondé en 2004, le festival allie des artistes québécois de renom avec des artistes qui débutent leur carrière. Parmi ceux ayant donné une prestation au FRIMAT, on compte, Richard Desjardins, Klo Pelgag, Karkwa, Les soeurs Boulay ,P'ti Belliveau, et à deux reprises, Philippe Brach.Le FRIMAT prend place à plusieurs sites dont certains insolites. Par exemple, le 22 juillet 2023, Vanille s'est produit à 300 pieds sous terre à la Cité de l'Or, un site touristique historique où était l'ancienne mine Lamaque.
Le festival souhaite encourager les artistes locaux. Pour cette raison, une grande partie des participants viennent de l'Abitibi-Témiscamingue. Il valorise également une collaboration entre les artistes et les organismes de la région.

## Concours de la vitrine
À chaque année, le FRIMAT organise un concours de la vitrineafin de promouvoir le talent des jeunes auteurs-compositeurs-interprètes de l’Abitibi-Témiscamingue. Trois artistes sont sélectionnés par le comité de programmation du FRIMAT, ceux-ci font une performance rémunérée lors du festival et ont une formation par des professionnels du milieu musical. Ce climat favorise un échange culturel entre les artistes de l'Abitibi-Témiscamingue et ceux notoires du reste du Québec; des mentors pour la relève.
Les participants ont également l'occasion de gagner des prix comme des bourses et une chance de gagner en visibilité. En effet, le FRIMAT a permis à plusieurs artistes de démarrer leur carrière. Parmi ceux qui ont énormément gagné en popularité à la suite de leur passage au festival, il y a  Michèle O., Louis-Philippe Gingras, Justin St-Pierre, Dylan Perron et Chantal Archambault.

## Gagnants du concours de la vitrine de la relève
| # | Année | Gagnants                                                |
| 1 | 2022  | Après l’asphalte et Confiture maison                    |
| 2 | 2023  | Émilie Bédard, Marion Lamontagne-Bélisle et Code Kidam. |
| 3 | 2024  | White Road, LeBlaze et Oliver Forest                    |

## Programmation
Voici une liste de quelques artistes qui ont participé au FRIMAT.
2018 : 14e édition 
- Zach Zoya

- Klô Pelgag

- Dead Obies

2019 : 15e édition 
- Les Louanges

- Laurence-Anne

- Raphaël Dénommé

- Jérôme 50

- Jesuslesfilles

- Grimskunk

2021 : 16e édition 
- Richard Desjardins[11]

- Alex Pic (Lubik)

- Comment Debord

- Dope.gng

- Élégie

- Émile Bilodeau
- Et On Déjeune
- Excavation & Poésie
- Kirouac & Kodakludo
- MoKa
- Mr Santé
- Nüshu
- Robert Robert
- Thierry Larose

2022 : 17e édition
- Marjo
- Skiifall
- Rowjay
- Alex Burger

2023 : 18e édition
- Simon Kearney[12]
- Émilie Bédard[12]
- Lysandre[12]
- Virgine B[12]
- Täbi Yösha[12]
- Gab Bouchard[12]
- Gros mené[13]
- Coeur de pirate[13]
- P'ti Belliveau[13]
- Marion Lamontagne-Bélisle[4]
- Code Kidam [4]

2024 : 19e édition
- Les soeurs Boulay[3]
- Philippe Brach[3]
- White Road[8]
- LeBlaze[8]
- Oliver Forest[8]
- Oui merci[8]
- Gratoon's Platoon[14]
- Lydia Képinski[14]
- Etienne Dufresne[14]
- Soraï[14]
- PRINCESSES[14]
- Poubelle Mystique[14]